# كيم داروك
السير كيم نايجل داروك (بالإنجليزية: Nigel Kim Darroch)‏ (30 أبريل 1064)، هو سفير المملكة المتحدة لدى الولايات المتحدة الأمريكية في الفترة ما بين يناير 2016 إلى يوليو 2019. بعد أن كام مقررًا أن يغادر منصبه في نهاية عام 2019، انسحب كيم داروك من منصب السفارة بعد تسريب مراسلات سرية له يصف فيها إدارة الرئيس الرئيس الأمريكي دونالد ترامب بأنها «مختلة بشكل فريد وعديمة الكفاءة». مدير قسم الخدمات العامة الذي قبل استقالة كيم داروك قال موجهًا كلامه له «وقف كل من رئيسة الوزراء ووزير الخارجية وكل كوادر الخدمات العامة إلى جانبك، حين جرى استهدافك بتسريب خبيث، لكنك كنت تقوم بعملك لا غير». كان سكرتير الأمن القومي لرئيس الوزراء ديفيد كاميرون لمدة عام.

## استشهادات
1. ↑   https://www.bbc.co.uk/news/uk-48903915. {{استشهاد ويب}}: |url= بحاجة لعنوان (مساعدة) والوسيط |title= غير موجود أو فارغ (من ويكي بيانات) (مساعدة)
2. ↑   https://www.theguardian.com/us-news/2019/jul/10/kim-darroch-urbane-diplomat-who-knew-how-to-throw-a-party. {{استشهاد ويب}}: |url= بحاجة لعنوان (مساعدة) والوسيط |title= غير موجود أو فارغ (من ويكي بيانات) (مساعدة)
3. ↑  "من هو السفير كيم داروك الذي وصف إدارة ترامب بالمختلة؟". بي بي سي عربي. 8 يوليو 2019. مؤرشف من الأصل في 2019-07-10. اطلع عليه بتاريخ 2019-07-10.
4. ↑  "السفير البريطاني لدى الولايات المتحدة يستقيل من منصبه". آر تي. 10 يوليو 2019. مؤرشف من الأصل في 2019-07-10. اطلع عليه بتاريخ 2019-07-10.